# Pseudoblabes
Pseudoblabes är ett släkte av fjärilar. Pseudoblabes ingår i familjen björnspinnare.
Kladogram enligt Catalogue of Life:
| Pseudoblabes | \| \| Pseudoblabes flavicostana \| \| \| \| \| \| Pseudoblabes oophora \| \| \| \| |
|              | \| \| Pseudoblabes flavicostana \| \| \| \| \| \| Pseudoblabes oophora \| \| \| \| |
|              | Pseudoblabes flavicostana                                                          |
|              |                                                                                    |
|              | Pseudoblabes oophora                                                               |
|              |                                                                                    |